# Kings Island
Kings Island (eerder Paramount's Kings Island) is een attractiepark in het Amerikaanse Mason, Ohio.
Het totale grondoppervlak in bezit van het park is 314 ha maar slechts 147 ha is bebouwd. Kings Island is eigendom van de Cedar Fair Entertainment Company, welke het park kocht van Paramount Parks. Qua bezoekersaantallen is Kings Island het tweede seizoenspretpark van de Verenigde Staten na Cedar Point. Kings Island ligt tussen de I-71 en de Little Miami River.

## Geschiedenis
Kings Island werd aangelegd als vervanging voor Coney Island in het nabij gelegen Cincinnati. Door regelmatige overstromingen van de rivier Ohio moest dat park verhuizen. Op 15 juni 1970 werd begonnen met de aanleg van Kings Island waarna het park opende op 29 april 1972.
Het park werd door de ontwikkelaar, de Taft Broadcasting Company, genoemd naar de vorige eigenaar, de King Powder Company. De King Powder Company bouwde ook het plaatsje Kings Mills ter behuizing van de werknemers.
Binnen de Verenigde Staten werd Kings Island bekend door de ABC sitcoms: The Partridge Family (in 1972) en The Brady Bunch in 1973. Het park werd niet bij naam genaamd maar er werd naar gerefereerd als "een nieuw park bij Cincinnati". Toevalligerwijs werd The Brady Bunch geproduceerd door Paramount, de latere eigenaar van het park.
In 1984 verkocht de Taft Broadcasting Company het bedrijfsonderdeel met attractieparken, inclusief Kings Island, aan de Kings Entertainment Company (KECO). De Kings Entertainment Company werd gevormd door verscheidene leden uit het management van de voormalige pretparkendivisie van de Taft Broadcasting Company. In 1987 kocht de American Financial Corporation het park terwijl de KECO het park bleef managen d.m.v. een managementcontract. In 1992 werd Kings Island, samen met meerdere andere attractieparken in de Verenigde Staten en Canada, gekocht door Paramount Communications. Na deze verkoop werd het park hernoemd naar Paramount's Kings Island. Twee jaar na deze aankoop werd Paramount overgenomen door Viacom, waarna in 2006 een splitsing van Viacom in twee nieuwe bedrijven volgde. De van Viacom losgemaakte CBS Corporation werd eigenaar van Paramount Parks waarna alle parken verkocht werden aan de Cedar Fair Entertainment Company. Door de verkoop kwamen in totaal drie grote parken in Ohio in handen van de Cedar Fair Entertainment Company: ook nog Cedar Point in Sandusky en Geauga Lake's Wildwater Kingdom in Aurora, vlak bij Cleveland.

## Themagebieden
Kings Island is opgebouwd uit zes gethematiseerde parkdelen en het waterpark Boomerang Bay.

### Action Zone
De Action Zone werd in 1974 geopend als Wild Animal Habitat en in 1994 hernoemd naar Adventure Village. In 1999 werd het parkdeel hernoemd naar Action Zone, de huidige naam. Het gebied bevat onder andere de achtbanen Invertigo, Flight Deck en de inmiddels gesloopte Son Of Beast.
Andere opmerkelijke attracties zijn:
- Delirium, een Giant Frisbee van HUSS Park Attractions
- Drop Tower: Scream Zone, een vrije valtoren gebouwd door Intamin AG
- Thunder Alley, een kartbaan gethematiseerd naar de film Days of Thunder. Eerder bekend als Days of Thunder (1996 - 2007). (tegen betaling)

### Oktoberfest
Het themagebied Oktoberfest werd tegelijk met het park in 1972 geopend en had een Beiers thema. Gedurende de periode dat Paramount de eigenaar van het park was, werd het thema steeds verder weggevaagd (er werd weinig onderhoud gepleegd aan het gebied en het voedselaanbod werd minder Duits). Onder de nieuwe eigenaar sinds 2006 werd het gebied gerenoveerd, maar kreeg het ondanks de naam een Latijns-Amerikaanse uitstraling. Sinds 2023 wordt het themagebied Adventure Port genoemd en valt het Beierse thema helemaal weg. Het gebied bevat slechts 3 attracties, waaronder de mijntreinachtbaan Adventure Express. De andere attracties zijn een schommelschip genaamd Viking Fury en sinds 2023 vervangt theekopjesattractie Cargo Loco de in 2021 gesloten SlingShot, een katapultattractie.

### International Street

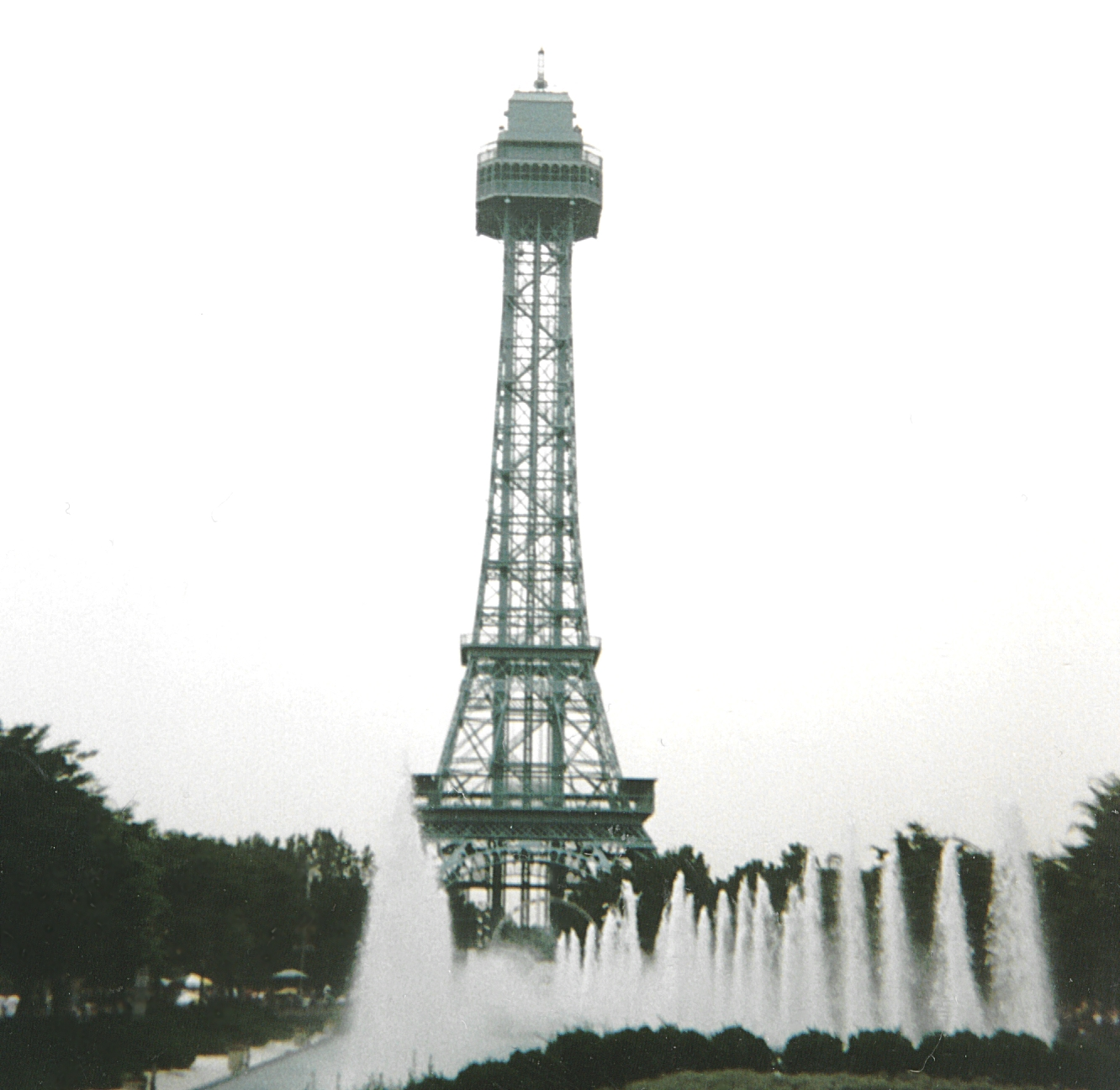
De replica van de Eiffeltoren

De International Street is het parkdeel dat direct achter de ingang van het park ligt. De Internation Street bestaat vooral uit winkels en huisvest ook de Royal Fountain waar licht- en watershows gehouden worden. Ook staat er een replica van de Eiffeltoren (schaal ongeveer 1:3). Ook de ongeveer 26 meter hoge Grand Carrousel, een draaimolen uit 1926 is te vinden in International Street.

### Coney Mall
Bij de opening van Kings Island in 1972 werd ook het parkdeel Coney Island geopend, genoemd naar de voorganger van Kings Island: Coney Island. In 1986 werd het parkdeel Coney Island hernoemd tot Coney Mall.
In 2007 werd een themagebied aangelegd binnen de Coney Mall genaamd X-Base. De X-Base biedt plaats aan Orion en Flight of Fear en is gethematiseerd als een overheidsgebied waar nieuwe vlucht- en voortstuwingssystemen worden getest.
Naast de achtbanen Backlot Stunt Coaster, Flight of Fear, Vortex en The Racer biedt Coney Mall ook plaats aan:
- Action Theatre, een simulatorrit geopend in 1994
- Zephyr, een zweefmolen gebouwd in 1985
- Shake, Rattle & Roll, een troika uit 1973
- Monster, een polyp die werd gebouwd bij de aanleg van het park in 1972
- Dodgems, een botsautobaan. In 1972 geopend en in 1985 gerenoveerd.
- Scrambler, een calypso geopend in 1972

### Rivertown

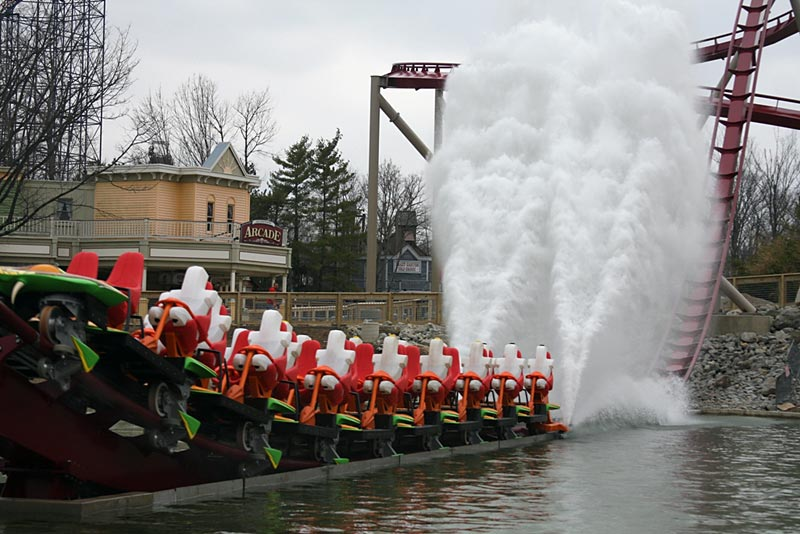
De in 2009 geopende Diamondback.

Bij de opening van het park in 1972 was Rivertown ook al aangelegd. Rivertown biedt plaats aan twee achtbanen: de stalen achtbaan Diamondback (gebouwd in 2009) en de houten achtbaan The Beast.
Andere attracties zijn:
- White Water Canyon, een rapid river gebouwd in 1985. Eerder bekend als White Water Rafting Adventure.
- Kings Island Railroad, een stoomtrein waarmee bezoekers vanuit het hoofddeel van het park naar het waterpark Boomerang Bay kunnen. Voordat het waterpark gebouwd werd reed de trein door de bossen terwijl er onderweg een verhaal werd verteld. Tijdens de rit kwamen de bezoekers langs diverse Wild West gethematiseerde plaatsen. Vanaf de opening van het park in 1972 tot en met 2008 bekend als de Kings Island & Miami Valley Railroad.

### Planet Snoopy
Planet Snoopy is het parkdeel dat speciaal op kinderen is ingedeeld. In 1972 werd het samen met het park geopend onder de naam The Happy Land of Hanna-Barbera wat later werd ingekort tot Hanna-Barbera Land. In 2001 werd een deel hernoemd naar Nickelodeon Central en in 2006 werd het gehele gebied hernoemd tot Nickelodeon Universe. Na het seizoen in 2009 werd het parkdeel hernoemd tot Planet Snoopy. In de seizoenen 2001 - 2009 won Kings Island de Golden Ticket Award voor Beste kindergebied.
Planet Snoopy biedt plaats aan achtbanen: Rugrats Runaway Reptar, Little Bill's Giggle Coaster en Woodstock Express. Een aantal van de andere attracties is afkomstig uit de voorloper van Kings Island genaamd Coney Island.

## Achtbanen
| Naam                    | Jaar opening | Type                             | Bouwer                         | Themagebied     |
| ----------------------- | ------------ | -------------------------------- | ------------------------------ | --------------- |
| Adventure Express       | 1991         | Stalen hybride mijntreinachtbaan | Arrow Dynamics                 | Oktoberfest     |
| Backlot Stunt Coaster   | 2005         | Stalen lanceerachtbaan           | Premier Rides                  | Coney Mall      |
| Banshee                 | 2014         | Omgekeerde achtbaan              | Bolliger & Mabillard           | The Action Zone |
| Diamondback             | 2009         | Stalen achtbaan                  | Bolliger & Mabillard           | Rivertown       |
| The Bat                 | 1993         | Hangende achtbaan                | Arrow Dynamics                 | The Action Zone |
| Flight of Fear          | 1996         | Stalen lanceerachtbaan           | Premier Rides                  | Coney Mall      |
| Flying ACE Aerial Chase | 2001         | Omgekeerde achtbaan              | Vekoma                         | Planet Snoopy   |
| Great Pumpkin Coaster   | 1992         | Stalen kinderachtbaan            | E&F Miler Industries           | Planet Snoopy   |
| Mystic Timbers          | 2017         | Houten achtbaan                  | Great Coasters International   | Rivertown       |
| Invertigo               | 1999         | Omgekeerde shuttle-achtbaan      | Vekoma                         | The Action Zone |
| Orion                   | 2020         | Stalen achtbaan                  | Bolliger & Mabillard           | Coney Mall      |
| The Beast               | 1979         | Houten achtbaan                  | Charlie Dinn                   | Rivertown       |
| The Racer               | 1972         | Houten tweelingachtbaan          | Philadelphia Toboggan Coasters | Coney Mall      |
| Woodstock Express       | 1972         | Houten achtbaan                  | Philadelphia Toboggan Coasters | Planet Snoopy   |

### Verwijderde achtbanen
| Naam                     | Jaar opening | Jaar sluiting | Type                           | Bouwer                                |
| ------------------------ | ------------ | ------------- | ------------------------------ | ------------------------------------- |
| Bat                      | 1981         | 1983          | Hangende achtbaan              | Arrow Dynamics                        |
| Son Of Beast             | 2000         | 2009          | Houten achtbaan                | Roller Coaster Corporation of America |
| Bavarian Beetle          | 1972         | 1979          | Stalen achtbaan                | S.D.C.                                |
| Demon                    | 1977         | 1987          | Shuttle-achtbaan met lancering | Arrow Dynamics                        |
| King Cobra               | 1984         | 2006          | Staande achtbaan               | TOGO                                  |
| Scooby's Ghoster Coaster | 1998         | 2005          | Hangende achtbaan              | Caripro                               |
| Firehawk                 | 2007         | 2018          | Vliegende achtbaan             | Vekoma                                |
| Vortex                   | 1987         | 2019          | Stalen achtbaan                | Arrow Dynamics                        |

## Lijst van podia & theaters
| Naam                           | Openingsjaar | Parkdeel             | Show                                               | Beschrijving                                                                                     |
| ------------------------------ | ------------ | -------------------- | -------------------------------------------------- | ------------------------------------------------------------------------------------------------ |
| Festhaus                       | 1983         | Oktoberfest          | The County Line Down Home Country Ghouls Gone Wild |                                                                                                  |
| Timberwolf Amphitheatre        | 1982         | Action Zone          |                                                    |                                                                                                  |
| Kings Island Theater           | 1976         | International Street | Endless Summer on Ice                              | Eerder bekend als American Heritage Music Hall en Paramount Theater. In 2004 geheel gerenoveerd. |
| International Showplace        | 1972         | International Street | Totally 80's! Hot Blooded                          |                                                                                                  |
| International Street Bandstand | 1972         | International Street | Don't Stop The Music                               |                                                                                                  |
| Action Theater                 | 2001         | Coney Mall           | SpongeBob SquarePants 3-D                          | Ook bekend als FX Theater (2006-2008)                                                            |
| Putz HQ                        | 2009         | Nickelodeon Universe | Marty's Party                                      | Eerder bekend als FX Nickelodeon Theatre (2006-2008)                                             |

## Prijzen
- Golden Ticket Award voor Beste kindergebied[3]
- Golden Ticket Award voor Beste concertlocatie